# Kamen Breag, Dobrici
Kamen Breag (în bulgară Камен Бряг, în română Stânca) este un sat în comuna Kavarna, regiunea Dobrici, Dobrogea de Sud, Bulgaria.
Între anii 1913-1940 a făcut parte din plasa Balcic a județului Caliacra, România. 

## Demografie
Componența etnică a satului Kamen Breag
     Bulgari (91,07%)
     Nicio identificare (8,92%)
     Altele (0%)
La recensământul din 2011, populația satului Kamen Breag era de 56 locuitori. Din punct de vedere etnic, majoritatea locuitorilor (91,07%) erau bulgari. Pentru 8,92% din locuitori nu este cunoscută apartenența etnică.